# Back River (Sand River)
Der Back River ist ein Fluss im Osten des australischen Bundesstaates Tasmanien.

## Geografie
Der Fluss entspringt an den Nordosthängen des Stonehurst Sugarloaf in der Buckland Military Training Area, etwa 58 Kilometer nordöstlich von Hobart. Von dort fließt er durch unbesiedeltes Land zunächst nach Südwesten um den Berg herum und dann nach Süden. Rund sechs Kilometer westlich von Buckland, am Tasman Highway (A3), mündet er in den Sand River, nur etwa 100 Meter vor dessen Mündung in den Prosser River.